# Matthew Guillaumier
Matthew Guillaumier, né le 9 avril 1998 à Sliema, est un footballeur international maltais qui évolue au poste de milieu relayeur à Panserraikos.

## Biographie

### En club

#### St. Andrews FC
Guillaumier commence sa carrière chez les jeunes avec St. Andrews à l'âge de cinq ans. Le 26 avril 2013, il fait ses débuts au sein de l'équipe senior lors d'un match de première division contre  Gudja United, en étant alors âgé de seulement 15 ans et 17 jours. Lors de ce match, il joue aux côtés de son oncle, le milieu de terrain Joseph Farrugia. En septembre 2013, après des essais avec les clubs anglais de Birmingham City et West Bromwich Albion, il rejoint l'académie des jeunes du club italien d'Empoli, avec qui il s'était entraîné régulièrement l'année précédente.
En 2015, il retourne à St. Andrews, faisant seize apparitions en Premier League maltaise.

#### Birkirkara FC
En janvier 2016, il  rejoint Birkirkara FC pour un contrat de 4 ans et demi, jusqu'en 2020.

#### Ħamrun Spartans
Le 29 septembre 2020, il rejoint le Ħamrun Spartans pour un transfert record à Malte de 300 000 €. Au cours de la même saison, après avoir remporté son premier titre de Maltese Premier League, il reçoit le prix du joueur maltais de l'année.
Le 31 janvier 2022, Guillaumier est prêté à Sienne dans la troisième division italienne de Serie C avec option d'achat.
Après une saison 2022-2023 réussie à l'échelle national, Guillaumier remporte son deuxième championnat de Malte et le trophée de joueur de la saison, Guillaumier n'hésite pas à afficher son envie de progression et désire continuer sa carrière dans un plus gros club étranger. C'est alors qu'il négocie avec son club une résiliation de contrat afin de quitter les Spartans.

#### Stal Mielec
Le 13 juillet 2023, il rejoint librement le club de Stal Mielec en Ekstraklasa,,.
Neuf jours plus tard, Guillaumier joue son premier match pour Mielec contre Cracovie à l'occasion de la première journée d'Ekstraklasa. Guillaumier rentre à la 70e minute et le match se termine sur le score de 2-2.

### En équipe nationale
Guillaumier est sélectionné avec les moins de 17 ans pour participer au championnat d'Europe des moins de 17 ans 2014. Il apparaît dans les trois matches joué par Malte, l'équipe étant éliminée en phase de groupes.
Il fait ses débuts internationaux en faveur de Malte le 23 mars 2019, lors d'un match de qualification à l'Euro 2020, contre les Îles Féroé, qui se solde par une victoire 2-1 à domicile. Ce match constitue la première victoire à domicile de Malte en compétition, ainsi que leur première victoire dans le cadre des qualifications pour l'Euro, depuis octobre 2006,.
Il inscrit son premier but en équipe nationale le 17 novembre 2020, contre les îles Féroé. Ce match nul (1-1) rentre dans le cadre de la Ligue des nations de l'UEFA 2020-2021.

## Palmarès

### En club
Ħamrun Spartans
- champion de Malte en 2021 et 2023

### Individuel
- Joueur de l'année MFA de Maltese Premier League en 2021 et 2023 avec Ħamrun Spartans[20],[21]